# MAS1
MAS proto-onkogen je protein koji je kod ljudi kodiran MAS1 genom.
 struktura sugestira da ovaj protein pripada klasi receptora koji su spregnuti sa GTP-vezujućim proteinima. MAS1 poseduje GPCR 7-TM konzervirani strukturni motiv. Ovaj zaključak je uzveden na osnovu predviđenih hidrofobinih segmenta koji su tipični za spoljašnje strane transmembranskog alfa-heliksnog svežnja. Pretpostavlja se da aktivirani MAS1 receptor modulira jednu od kritičnih komponenti signalnog puta regulacije rasta.

## Literatura
1. 1 2  „Entrez Gene: MAS1 MAS1 oncogene”.

## Dodatna literatura
- Hanley MR (1992). „Molecular and cell biology of angiotensin receptors.”. J. Cardiovasc. Pharmacol. 18 Suppl 2: S7—13. PMID 1725048.
- Hanley MR; Cheung WT; Hawkins P;  . (1990). „The mas oncogene as a neural peptide receptor: expression, regulation and mechanism of action.”. Ciba Found. Symp. 150: 23—38; discussion 38—46. PMID 2197067.
- Rabin M; Birnbaum D; Young D;  . (1988). „Human ros1 and mas1 oncogenes located in regions of chromosome 6 associated with tumor-specific rearrangements.”. Oncogene Res. 1 (2): 169—78. PMID 3329713.
- Jackson TR; Blair LA; Marshall J;  . (1988). „The mas oncogene encodes an angiotensin receptor.”. Nature. 335 (6189): 437—40. PMID 3419518. doi:10.1038/335437a0.
- Young D; Waitches G; Birchmeier C;  . (1986). „Isolation and characterization of a new cellular oncogene encoding a protein with multiple potential transmembrane domains.”. Cell. 45 (5): 711—9. PMID 3708691. doi:10.1016/0092-8674(86)90785-3.
- Riesewijk AM; Schepens MT; Mariman EM;  . (1996). „The MAS proto-oncogene is not imprinted in humans.”. Genomics. 35 (2): 380—2. PMID 8661154. doi:10.1006/geno.1996.0372.
- Xu X; Quiambao AB; Roveri L;  . (2000). „Degeneration of cone photoreceptors induced by expression of the Mas1 protooncogene.”. Exp. Neurol. 163 (1): 207—19. PMID 10785460. doi:10.1006/exnr.2000.7370.
- Alenina N; Baranova T; Smirnow E;  . (2002). „Cell type-specific expression of the Mas proto-oncogene in testis.”. J. Histochem. Cytochem. 50 (5): 691—6. PMID 11967280.
- Strausberg RL; Feingold EA; Grouse LH;  . (2003). „Generation and initial analysis of more than 15,000 full-length human and mouse cDNA sequences.”. Proc. Natl. Acad. Sci. U.S.A. 99 (26): 16899—903. PMC 139241 . PMID 12477932. doi:10.1073/pnas.242603899.
- Santos RA; Simoes e Silva AC; Maric C;  . (2003). „Angiotensin-(1-7) is an endogenous ligand for the G protein-coupled receptor Mas.”. Proc. Natl. Acad. Sci. U.S.A. 100 (14): 8258—63. PMC 166216 . PMID 12829792. doi:10.1073/pnas.1432869100.
- Mungall AJ; Palmer SA; Sims SK;  . (2003). „The DNA sequence and analysis of human chromosome 6.”. Nature. 425 (6960): 805—11. PMID 14574404. doi:10.1038/nature02055.
- Gerhard DS; Wagner L; Feingold EA;  . (2004). „The status, quality, and expansion of the NIH full-length cDNA project: the Mammalian Gene Collection (MGC).”. Genome Res. 14 (10B): 2121—7. PMC 528928 . PMID 15489334. doi:10.1101/gr.2596504.
- Canals M, Jenkins L, Kellett E, Milligan G (2006). „Up-regulation of the angiotensin II type 1 receptor by the MAS proto-oncogene is due to constitutive activation of Gq/G11 by MAS.”. J. Biol. Chem. 281 (24): 16757—67. PMID 16611642. doi:10.1074/jbc.M601121200.